# デビー・マコーミック

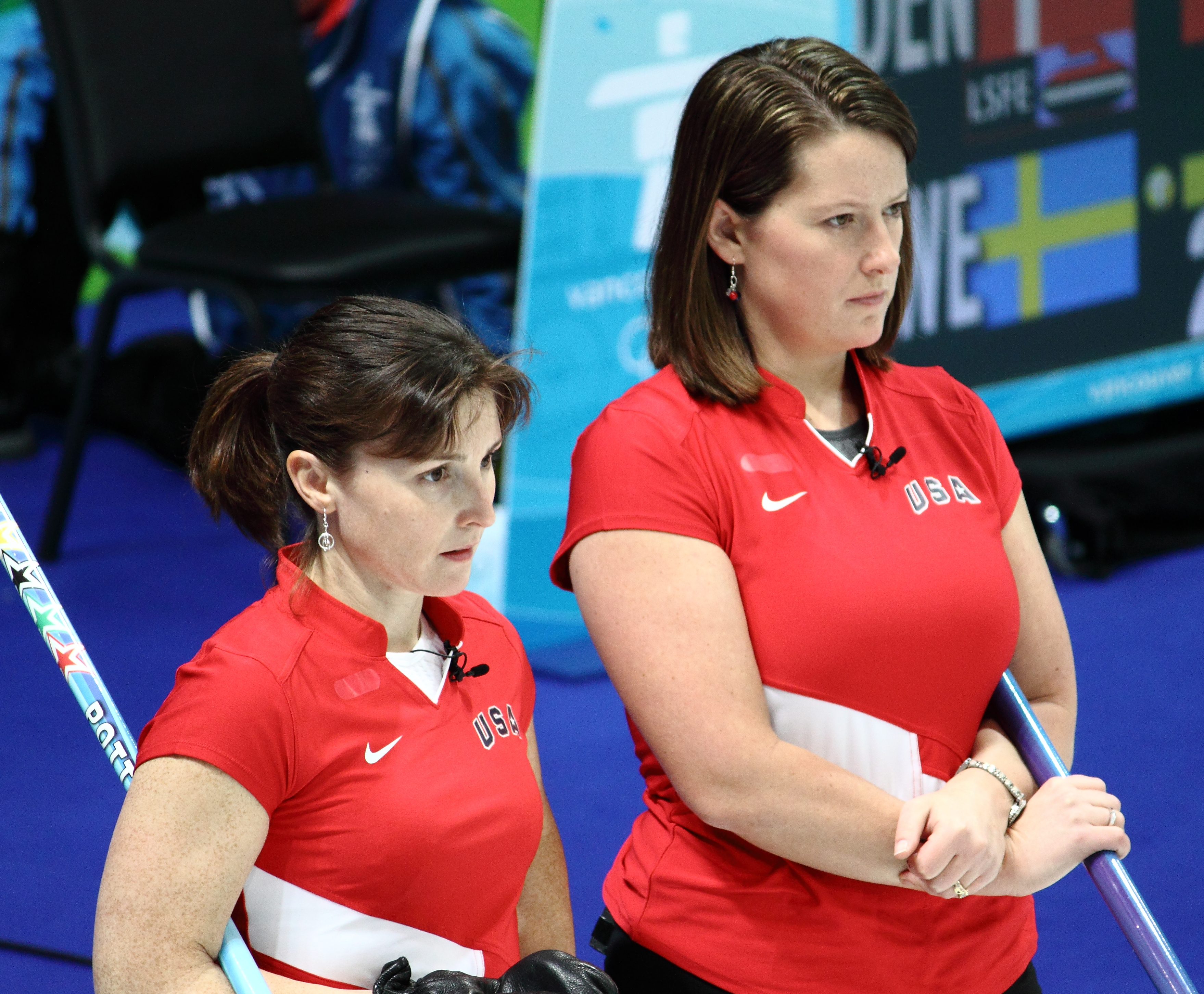
アリソン・ポッティンガー（左）とデビー・マコーミック（右）

デビー・マコーミック（Debbie McCormick、1974年1月8日 - ）は、カナダ・サスカチュワン州サスカトゥーン生まれのカーリング選手。旧姓はヘンリー（Henry）。

## 経歴
カナダで生まれ、両親はカナダ人（父親はウォーリー・ヘンリー）であるが、幼いときにアメリカ合衆国・ウィスコンシン州マディソンに移住した。
1988年にカーリングを始めた。ジュニア時代には世界ジュニアカーリング選手権で銀メダル2個、銅メダル1個を獲得した。
シニアになってからは、1996年の世界カーリング選手権にリサ・シューネベルクのチームに補欠として参加、銀メダルを獲得、1998年の長野オリンピックではセカンドとして出場し5位タイとなった。
2001年の世界選手権にはカリ・エリクソンのチームでサードとなり、2001年の世界選手権では6位、2002年のソルトレイクシティオリンピックでは4位となった。
2003年の世界選手権ではスキップとして出場、カナダのコリーン・ジョーンズを破り優勝した。これはアメリカ女子の同大会初優勝でもあった。2006年の世界選手権でも銀メダルを獲得した。
アメリカ国内では、2007年にカサンドラ・ジョンソンのチームを9-3で退け、2008年、2009年にも優勝、2010年のバンクーバーオリンピック出場を果たした。バンクーバーオリンピックでは、スキップとして出場したが10位に終わった。
2012年にエリカ・ブラウンのチームに加わり、2013年の全米選手権で元チームメートのアリソン・ポッティンガーのチームを破り、2014年のソチオリンピック出場を果たした。
これまでに全米選手権で7回優勝、全米最優秀女子カーリング選手に2回選出されている。

## 私生活
1998年の長野オリンピックで夫のピート・マコーミックにプロポーズされて、翌1999年に結婚した。